# Хорик II
Хорик II — правитель Дании (854—867/870?), сын Хорика I, начавший править после убийства отца.
Сначала он по настоянию подданных закрыл церковь в Хедебю, построенную при его предшественнике, но разрушать её не стал. Однако вскоре после визита бременского епископа Ансгара церковь была открыта вновь.